# Pedro Ocharte
Pedro Ocharte (Ruan, Normandia, ¿1531 o 1532?.-México, 1592) fue uno de los primeros impresores, el tercero, del Virreinato de la Nueva España y estuvo activo de 1563 a 1592.

## Biografía
Pedro Ochart, es probable que a su nombre original se le añadiera una e para castellanizarlo dando como resultado “Ocharte”, nació en Ruan, Normandia (Francia Noreste). Proveniente de una familia de mercaderes, ejerció durante mucho tiempo ese oficio y nunca se deslindó completamente de él. Se crio en su ciudad natal entre comerciantes hasta los quince años, cuando se trasladó a Sevilla. Viajó a la Nueva España cuando tenía unos 18 años en el año 1549 aproximadamente. Durante algún tiempo vivió en Zacatecas y Guadalajara, no obstante terminó asentándose en la capital. Probablemente debido a su condición como extranjero o a la calidad de sus negocios, entró en relaciones con Juan Pablos y estrechó relaciones con su familia, e incluso tras la muerte de éste se casó con una de sus hijas. Alrededor del año 1561 o 1562 contrajo matrimonio con María Figueroa, hija del ya mencionado Juan Pablos, con ella tuvo tres hijos, sin embargo solo le sobrevivió Luis. A raíz del matrimonio, Ocharte firma un contrato de renta de las prensas con la viuda de Pablos, agrega a la tipografía recibida algunos cuerpos fundidos por Antonio de Espinosa y, según documenta Alexandre A. M. Stols, pone en marcha el taller de Pablos en septiembre de 1562.
De acuerdo con Valtón, quien estudió los tipos utilizados por Ocharte, en su taller había, además de tres cuerpos de tipo gótico heredados de las adquisiciones europeas de Juan Pablos, otros diez cuerpos de tipo también gótico y quince de romano y cursivo que realizó Antonio Espinosa.
Más tarde, la hija de Pablos fallece y el impresor contrajo segundas nupcias en 1570 con María Sanzores o Sanzoric, hija de un mercader sevillano de nombre Pedro Sanzores, de este segundo matrimonio tuvo dos hijos, de los cuales resaltó Melchor, quien heredó el oficio de su padre. Pedro Ocharte se distinguió por la calidad de sus trabajos y por su productividad: cartillas, manuales, doctrinas, confesionarios, hojas sueltas y grandes obras. Imprimió veinticinco obras entre 1559 y 1576. De 1563 a 1592 cincuenta y tres obras vieron la luz en las prensas de Ocharte. 

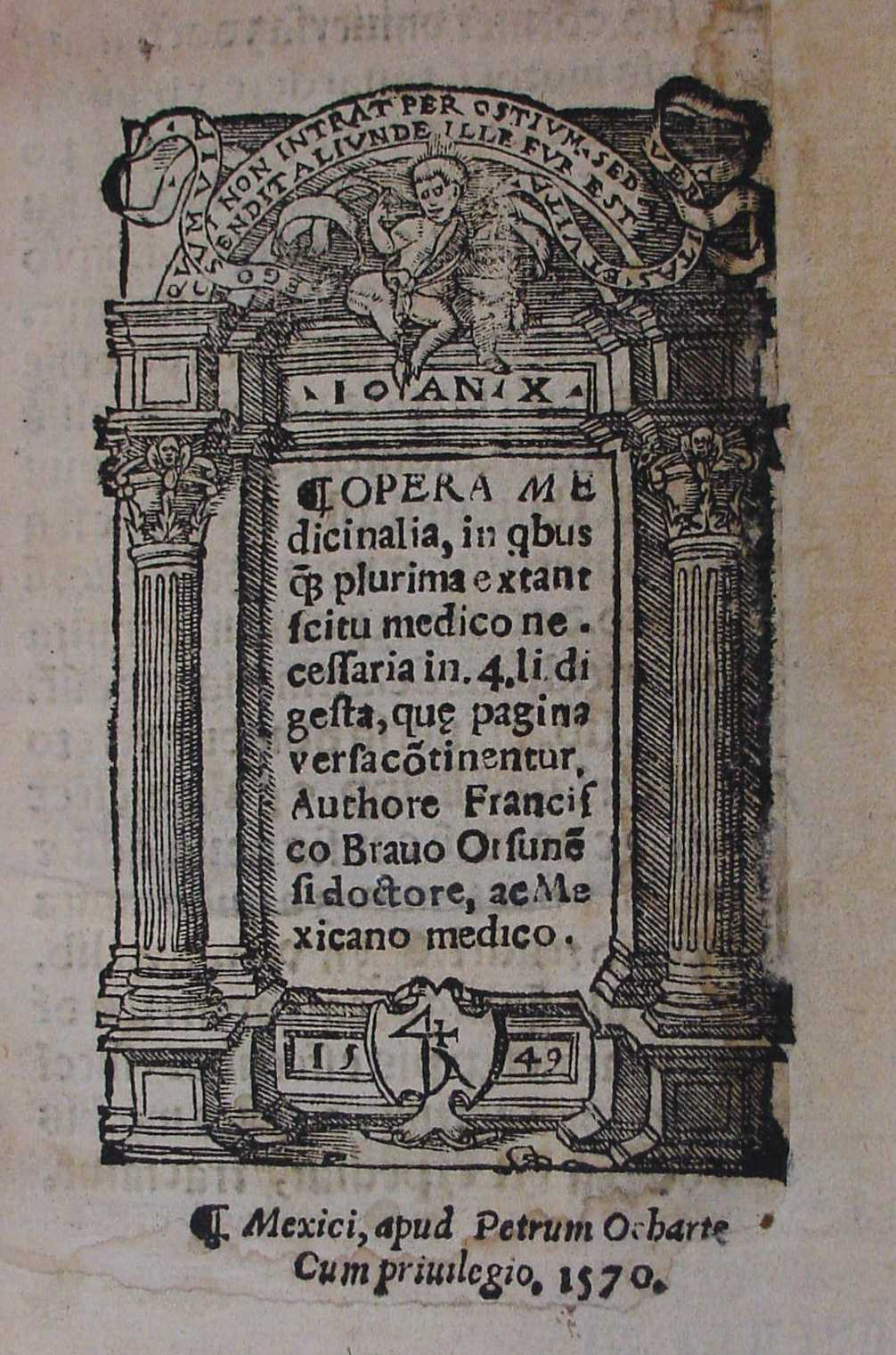
La Opera Medicinalia fue la primera obra sobre medicina impresa en la Nueva Hispania.

Uno de sus primeros trabajos y de los más destacados fue una edición del Confesionario de Puga (1563). En el periodo comprendido desde 1565 a 1571 Ocharte imprimió Opera Medicinalia de  Francisco Bravo (1570),  primer libro de medicina que se publicó en América y del que existen muy pocos ejemplares, la Doctrina cristiana breve y compendiosa... sacada en lengua castellana y mexicana (1565) de fray Domingo de la Anunciación, y El arte de la lengua mexicana y castellana (1571) de fray Alonso de Molina. En 1570 publicó el Edicto de promulgación en México de la bula “Si de protegendis".
En 1571 fue procesado por la inquisición de la Nueva España debido a que publicó cartillas y lo sumarios de la Virgen del Rosario con un cuarteto considerado herético. Además de realizar un supuesto comentario junto con sus grabadores Antonio Salas y Juan Ortiz, quien también fue procesado, en el que decía que “solo a dios hay que rezar y no a los santos”. Fue Leonardo Fragoso, un toledano fundidor de letras, quien presentó cargos en el tribunal del santo oficio. Ocharte fue considerado como “hereje luterano, apóstata de nuestra Santa Fe Católica, dogmatizador de herejes” a tan solo dieciocho días tras la acusación. Su encarcelamiento duro tres meses, de febrero a mayo de 1572. Dos años más tarde fue citado una vez más por los inquisidores para que confesara por medio de tormentos. No obstante, Ocharte se mantuvo firme en su confesión inicial, en la que se declaraba inocente. Finalmente, el santo oficio terminó absolviéndolo el 15 de marzo de 1574. Durante todo el tiempo que pervivió la acusación la imprenta continuó funcionando para saldar las deudas que tenía y para sacar los trabajos pendientes. 
Los seis años siguientes Ocharte suspendió sus actividades tipográficas pero continuó con las de edición, durante este periodo contó con la ayuda de Espinosa y un nuevo impresor establecido en México en 1577, Antonio Ricardo. Con éste publicó el Vocabulario en lengua Zapoteca de fray Juan de Córdoba. 
Reanudó sus impresiones en 1580 y publicó la Cartilla y doctrina cristiana breve y compendiosa en la lengua chuchona de fray Bartolomé Roldán. De acuerdo con Emma Rivas estas últimas impresiones muestran características distintas al estilo incunable que hasta entonces las distinguía. Los años 1583 y 1584 fueron los más prolíficos para Ocharte pues publicó casi diez títulos. De estos, sobresalió el libro de coro Psalterium Antiphonarium Sanctorale, debido a la calidad del papel, la profusión de grabados, el colorido y el uso de tipos góticos.
Entre 1585 y 1586, imprimió un promedio de dos o tres escritos por año. Sin embargo en 1589 y en adelante, intensificó una vez más sus labores e imprimió la Forma y modo de fundar las cofradías del cordón de nuestro P.S. Francisco; el Sumario de las Indulgencias, perdones y gracias espirituales, que ganan los que llevan la cinta del glorioso padre San Agustín, de fray Marcelo Lebrija; y el Antiphonarium, en folio mayor con el mismo grado de calidad que distinguió al Psalterium Antiphonarium. Dentro de las impresiones que realizó en 1591, sobresalió la Primera parte de los problemas y secretos maravillosos de las Indias, de Juan Cárdenas. En 1592, Ocharte imprimió su último libro Tratado breve de Medicina, ese mismo año falleció.
Dos años después de su muerte, su viuda, María de Sanzores, e hijos, Luis y Melchor, continuaron por algún tiempo con la imprenta sin mucho éxito. Más tarde la trasladaron al convento de Tlatelolco donde Melchor trabajó de 1597 a 1601 con el apoyo ocasional de su hermano Luis. Melchor sacó a la luz varias tesis y obras de autores franciscanos. De su imprenta salieron varias obras, tenemos noticias de Relación de las grandezas del Perú, México y Puebla de los-Angeles de Bernardo de la Vega (1601), Grandeza Mexicana de Bernardo de Balbuena (1604) y el Ramillete de flores divinas de Bernardo de la Vega (1605), esta última, tal vez fue la obra con la que se cierra el círculo de Pedro Ocharte.

## Libros estampados por Pedro Ocharte
- Fray Domingo de la Anunciación, Doctrina cristiana, en lengua castellana y mexicana (1565)
- Alonso de Molina, Arte de la lengua mexicana y castellana (1571)
- Alonso de Molina, Dotrina cristiana en lengua mexicana muy necesaria (1578)
- Juan de Cordova, Arte en lengua zapoteca (1578)
- Juan de Gaona, Colloquios de la paz y tranquilidad christiana en lengua mexicana (1582)
- Bernardino de Sahagún Salmodia cristiana y sermonario de los santos del año (1583)
- Diego García de Palacio, Dialogos militares (1583)
- Enmienda de un calendario eclesiástico (1584)
- Diego García de Palacio, Instrucion nauthica (1587)
- Juan de Cárdenas, Problemas y secretos maravillosos de las Indias (1591)
- Agustín Farfán, Tractado breve de medicina y de todas las enfermedades (1592)

### Mesografía
- https://www.estudioshistoricos.inah.gob.mx/revistaHistorias/?p=3219 . Consultado el 18 de junio de 2019.
- https://journals.openedition.org/nuevomundo/61543?lang=es. Consultado el 18 de jnio de 2019.
- http://primeroslibros.org/about_printers.html?lang=es&by=ochartep Archivado el 10 de febrero de 2020 en Wayback Machine.. Consultado el 18 de junio de 2019.